# ريك روم (لعبة فيديو)
ريك روم (بالإنجليزية: Rec Room)‏ هي لعبة فيديو واقع افتراضي من تطوير ونشر ريك روم إنك، صدرت في 1 يونيو 2016، وتعمل على أجهزة بلاي ستيشن 4، بلاي ستيشن في آر، آي أو إس، إكس بوكس ون، أندرويد وإكس بوكس سيريس إكس وسيريس أس.